# Azareye'h Thomas
Azareye'h Thomas (Niceville, 6 luglio 2004) è un giocatore di football americano statunitense che milita nel ruolo di cornerback per i New York Jets della National Football League (NFL).

## Carriera universitaria
Thomas al college giocò a football a Florida State dal 2022 al 2024. Nella settimana 10 della stagione 2022 fece registrare il suo primo intercetto nella vittoria su Miami. Chiuse la sua prima stagione con 14 tackle, un passaggio deviato e un intercetto. Nel 2023 disputò tutte le 14 partite, facendo registrare 29 placcaggi, 10 passaggi deviati, un fumble forzato e uno recuperato.

## Carriera professionistica

### New York Jets
Thomas fu scelto nel corso del terzo giro (73º assoluto) del Draft NFL 2025 dai New York Jets.

## Vita privata
Thomas è il fratello minore della safety dei Dallas Cowboys Juanyeh Thomas.